# 樊傳聲
樊傳聲（1968年—），中華民國海軍陸戰隊中將，現任陸戰隊指揮部中將指揮官，曾任海軍司令部少將副參謀長，陸戰隊指揮部少將副指揮官，陸戰隊指揮部少將參謀長，三軍聯訓基地少將指揮官和陸戰隊六六旅少將旅長等職。陸軍軍官學校，國防大學海軍指揮參謀學院和國防大學戰爭學院畢業，2018年1月1日晉升海軍少將 、2024年7月1日晉升海軍中將
。